# Фрэнк-Ханн
Национальный парк Фрэнк-Ханн (англ. Frank Hann National Park) — национальный парк в штате Западная Австралия, расположенный в 428 км к востоку-юго-востоку от столицы штата Перта в округе Лейк-Кинг. Площадь парка составляет 675,5 км². Парк был назван в честь Фрэнка Ханна, одного из первых исследователей этого района. Официальное название парк получил 30 октября 1970 года.
Состоит главным образом из пустоши и кустарниковых растительных сообществ, расположенных на внутренней песчаной равнине. Входная плата не требуется, чтобы войти в парк, однако он не предоставляет инфраструктуру для туристов.

## Флора
В парке есть множество растений, в том числе сезонные полевые цветы. Некоторые из растений, встречающихся в парке, включают Acacia mackeyana, Acacia disona и Banksia xylothemelia.

## Фауна
Фауна парка включает ящериц, таких как гекконы родов Christinus, Crenadactylus, игуанообразные рода Ctenophorus, сцинковые родов Cryptoblepharus и Egernia. Многие виды лягушек также обитают в этом районе, включая Myobatrachus gouldii, Pseudophryne guentheri и Limnodynastes dorsalis. В пределах парка были обнаружены такие птицы, как страус эму, седобородая пустельга, бурый сокол, австралийский орёл-карлик, хохлатый бронзовокрылый голубь, кустарниковый бронзовокрылый голубь-фапс, разноцветный плоскохвостый попугай и австралийская большая дрофа (Ardeotis australis).
В парке также обитает множество млекопитающих, в том числе австралийская ехидна, чернохвостая сумчатая куница, сумчатая мышь Гилберта, хоботноголовый кускус, западный серый кенгуру, перчаточный валлаби, Chalinolobus gouldii и тушканчиковая мышь Митчелла (Notomys mitchelli) .